# ساغیل (اوفس)
شهرستان ساغیل (به زبان مغولی: Сагил сум، [Sagil sum]؛ ᠰᠠᠭᠢᠯᠢ ᠰᠤᠮᠤ، [saɣili sumu]) یک شهرستان (سُوم) در مغولستان است که در استان اووس واقع شده‌است.

## تقسیمات اداری
شهرستان ساغیل متشکل از ۵ قصبه (باغ) می‌باشد، شامل:
- اورگ‌نور (مغولی: Үүрэг нуур баг، [Üüreg nuur bag]؛ ᠡᠭᠦᠷᠭᠡ ᠨᠠᠭᠤᠷ ᠪᠠᠭ، [egürge naɣur baɣ])
- اوندورمود (مغولی: Өндөр мод баг، [Öndör mod bag]؛ ᠥᠨᠳᠦᠷ ᠮᠣᠳᠤ ᠪᠠᠭ، [öndür modu baɣ])
- بایان‌جورخ (مغولی: Баянзүрх баг، [Bajanzürx bag]؛ ᠪᠠᠶᠠᠨ ᠵᠢᠷᠦᠬᠡ ᠪᠠᠭ، [bayan jirüke baɣ])
- بورشو (مغولی: Боршоо баг، [Boršoo bag]؛ ᠪᠣᠷᠰᠢᠭ᠎ᠠ ᠪᠠᠭ، [boršiɣ-a baɣ])
- خارمود (مغولی: Хар мод баг، [Xar mod bag]؛ ᠬᠠᠷ᠎ᠠ ᠮᠣᠳᠤ ᠪᠠᠭ، [qar-a modu baɣ])